# Cao su (cây)
Cây Cao su (danh pháp hai phần: Hevea brasiliensis), là một loài cây thân gỗ thuộc về họ Đại kích (Euphorbiaceae) và là thành viên có tầm quan trọng kinh tế lớn nhất trong chi Hevea. Nó có tầm quan trọng kinh tế lớn là do chất lỏng chiết ra tựa như nhựa cây của nó (gọi là mủ) có thể được thu thập lại như là nguồn chủ lực trong sản xuất cao su tự nhiên.
Cây cao su có thể cao tới trên 30m. Nhựa mủ màu trắng hay vàng có trong các mạch nhựa mủ ở vỏ cây, chủ yếu là bên ngoài libe. Các mạch này tạo thành xoắn ốc theo thân cây theo hướng tay phải, tạo thành một góc khoảng 30 độ với mặt phẳng.
Khi cây đạt độ tuổi 5-6 năm thì người ta bắt đầu thu hoạch nhựa mủ: các vết rạch vuông góc với mạch nhựa mủ, với độ sâu vừa phải sao cho có thể làm nhựa mủ chảy ra mà không gây tổn hại cho sự phát triển của cây, và nhựa mủ được thu thập trong các thùng nhỏ. Quá trình này gọi là cạo mủ cao su. Sản lượng mủ cao su phụ thuộc vào giống, địa điểm trồng, bên cạnh đó là chế độ cạo. Chu kỳ khai thác của cây cao su thường từ 20 đến 25 năm. 

## Lịch sử
Cây cao su ban đầu chỉ mọc tại khu vực rừng mưa Amazon. Cách đây gần 10 thế kỷ, thổ dân Mainas sống ở đây đã biết lấy nhựa của cây này dùng để tẩm vào quần áo chống ẩm ướt, và tạo ra những quả bóng vui chơi trong dịp hội hè. Họ gọi chất nhựa này là Caouchouk, theo Thổ ngữ Mainas nghĩa là "Nước mắt của cây" (cao là gỗ. Uchouk là chảy ra hay khóc).
Do nhu cầu tăng lên và sự phát minh ra công nghệ lưu hóa năm 1839 đã dẫn tới sự bùng nổ trong khu vực này, làm giàu cho các thành phố Manaus (bang Amazonas) và Belém (bang Pará), thuộc Brasil.
Cố gắng thử nghiệm đầu tiên trong việc trồng cây cao su ra ngoài phạm vi Brasil diễn ra vào năm 1873. Sau một vài nỗ lực, 12 hạt giống đã nảy mầm tại Vườn thực vật hoàng gia Kew. Những cây con này đã được gửi tới Ấn Độ để gieo trồng, nhưng chúng đã bị chết. Cố gắng thứ hai sau đó đã được thực hiện, khoảng 70.000 hạt giống đã được gửi tới Kew năm 1875. Khoảng 4% hạt giống đã nảy mầm, và vào năm 1876 khoảng 2.000 cây giống đã được gửi trong các thùng Ward tới Ceylon, và 22 đã được gửi tới các vườn thực vật tại Singapore. Sau khi đã thiết lập sự có mặt ở ngoài nơi bản địa của nó, cây cao su đã được nhân giống rộng khắp tại các thuộc địa của Anh. Các cây cao su đã có mặt tại các vườn thực vật ở Buitenzorg, Malaysia năm 1883. Vào năm 1898, một đồn điền trồng cao su đã được thành lập tại Malaya, và ngày nay phần lớn các khu vực trồng cao su nằm tại Đông Nam Á và một số tại khu vực châu Phi nhiệt đới. Các cố gắng gieo trồng cây cao su tại Nam Mỹ bản địa của nó thì lại không diễn ra tốt đẹp như vậy.

## Ứng dụng
Nhựa mủ cây cao su dùng để sản xuất lốp xe, găng tay y tế, bao cao su và các sản phẩm cao su khác.
Gỗ từ cây cao su, gọi là gỗ cao su, được sử dụng trong sản xuất đồ gỗ. Nó được đánh giá cao vì có thớ gỗ dày, ít co, màu sắc hấp dẫn và có thể chấp nhận các kiểu hoàn thiện khác nhau. Nó cũng được đánh giá như là loại gỗ "thân thiện môi trường", do người ta chỉ khai thác gỗ sau khi cây cao su đã kết thúc chu kỳ khai thác.
Ngoài ra,kho gỗ cao su nguyên gỗ còn cung cấp các sản phẩm về phôi gỗ, ván ghép, vụn gỗ cao su tẩm sấy ở thị trường ở Bình Dương và Việt Nam mang lại kinh tế cho người trồng cây cao su khi cây không còn khả năng cho mủ.

## Đặc tính
- Cây cao su thường được thu hoạch 9 tháng, 3 tháng còn lại không được thu hoạch vì đây là thời gian cây thay lá. Thời gian thay lá đặc biệt quan trọng với cây cao su, khai thác vào thời điểm này có ảnh hưởng rất lớn đến sinh lý cây cao su. Thường chu kỳ cạo bắt đầu vào tháng 3 và kết thúc vào tháng 1 năm sau.
- Thông thường cây cao su có chiều cao khoảng 20 mét, rễ cọc ăn rất sâu để giữ vững thân cây, hấp thu chất bổ dưỡng và chống lại sự khô hạn. Cây có vỏ nhẵn màu nâu nhạt. Lá thuộc dạng lá kép, mỗi năm rụng lá một lần. Hoa thuộc loại hoa đơn, hoa đực bao quanh hoa cái nhưng thường thụ phấn chéo, vì hoa đực chín sớm hơn hoa cái. Quả cao su là quả nang có 3 mảnh vỏ ghép thành 3 buồng, mỗi nang một hạt hình bầu dục hay hình cầu, đường kính 02 cm, có hàm lượng dầu đáng kể được dùng trong kỹ nghệ pha sơn.
- Cây phát triển tốt ở vùng nhiệt đới ẩm, có nhiệt độ trung bình từ 22 °C đến 30 °C (tốt nhất ở 26 °C đến 28 °C), cần mưa nhiều (tốt nhất là 2.000mm) nhưng không chịu được sự úng nước và gió. Cây cao su có thể chịu được nắng hạn khoảng 4 đến 5 tháng, tuy nhiên năng suất mủ sẽ giảm.
- Cây cao su sinh trưởng tự nhiên bằng hạt. Do yêu cầu về chuyên canh cây cao su, hiện nay cây cao su thường được nhân bản vô tính bằng phương pháp ghép mắt trên gốc cây sinh trưởng bằng hạt tự nhiên.
- Việc cạo mủ rất quan trọng và ảnh hưởng tới thời gian và lượng mủ mà cây có thể cung cấp. Bình thường bắt đầu cạo mủ khi chu vi thân cây khoảng 50 cm. Cạo mủ từ trái sang phải, ngược với mạch mủ cao su. Độ dốc của vết cạo từ 20 đến 350, vết cạo không sâu quá 1,5 cm và không được chạm vào tầng sinh gỗ làm vỏ cây không thể tái sinh. Khi cạo lần sau phải bốc thật sạch mủ đã đông lại ở vết cạo trước. Thời gian thích hợp nhất cho việc cạo mủ trước 7 giờ sáng.

## Việt Nam
Cây cao su được người Pháp đưa vào Việt Nam lần đầu tiên tại vườn thực vật Sài Gòn năm 1878 nhưng không sống.
Đến năm 1892, 2000 hạt cao su từ Indonesia được nhập vào Việt Nam. Trong 1600 cây sống, 1000 cây được giao cho trạm thực vật Ong Yệm (Bến Cát, Bình Dương), 200 cây giao cho bác sĩ Yersin trồng thử ở Suối Dầu (cách Nha Trang 20 km).
Năm 1897 đã đánh dấu sự hiện diện của cây cao su ở Việt Nam. Công ty cao su đầu tiên được thành lập là Suzannah (Dầu Giây, Long Khánh, Đồng Nai) năm 1907. Tiếp sau, hàng loạt đồn điền và công ty cao su ra đời, chủ yếu là của người Pháp và tập trung ở Đông Nam Bộ: SIPH, SPTR, CEXO, Michelin... Một số đồn điền cao su tư nhân Việt Nam cũng được thành lập.
Đến năm 1920, miền Đông Nam Bộ có khoảng 7.000 ha và sản lượng 3.000 tấn.
Cây cao su được trồng thử ở Tây Nguyên năm 1923 và phát triển mạnh trong giai đoạn 1960 – 1962, trên những vùng đất cao 400 – 600 m, sau đó ngưng vì chiến tranh.
Trong thời kỳ trước 1975, để có nguồn nguyên liệu cho nền công nghiệp miền Bắc, cây cao su đã được trồng vượt trên vĩ tuyến 170 Bắc (Quảng Trị, Quảng Bình, Nghệ An, Thanh Hóa, Phú Thọ). Trong những năm 1958 – 1963 bằng nguồn giống từ Trung Quốc, diện tích đã lên đến khoảng 6.000 ha. Hiện nay, cây cao su đã được trồng tại khu vực miền núi phía Bắc và Lai Châu được xem là thủ phủ của cây cao su ở khu vực này.
Đến 1976, Việt Nam còn khoảng 76.000 ha, tập trung ở Đông Nam Bộ khoảng 69.500 ha, Tây Nguyên khoảng 3.482 ha, các tỉnh duyên hải miền Trung và khu 4 cũ khoảng 3.636 ha.
Sau 1975, cây cao su được tiếp tục phát triển chủ yếu ở Đông Nam Bộ. Từ 1977, Tây Nguyên bắt đầu lại chương trình trồng mới cao su, thoạt tiên do các nông trường quân đội, sau 1985 đo các nông trường quốc doanh, từ 1992 đến nay tư nhân đã tham gia trồng cao su. Ở miền Trung sau 1984, cây cao su được phát triển ở Quảng trị, Quảng Bình trong các công ty quốc doanh.
Đến năm 1999, diện tích cao su cả nước đạt 394.900 ha, cao su tiểu điền chiếm khoảng 27,2%. Năm 2004, diện tích cao su cả nước là 454.000 ha, trong đó cao su tiểu điền chiếm 37%. Năm 2005, diện tích cao su cả nước là 464.875 ha.
Năm 2007 diện tích Cao Su ở Đông Nam Bộ (339.000 ha), Tây Nguyên (113.000 ha), Trung tâm phía Bắc (41.500 ha) và Duyên Hải miền Trung (6.500 ha). Tháng 5 năm 2010 có một số bệnh lạ khiến người dân khốn khổ, bệnh bắt đầu có biểu hiện như, nhẹ thì vàng lá. Nặng hơn một chút thì rụng lá rồi chết mà cách đặc trị thì chưa thực sự hiệu quả.
Theo số liệu của Hiệp hội Cao su Việt Nam, đến cuối năm 2012, tổng diện tích cây cao su tại Việt Nam đã đạt 910.500 ha với sản lượng ước đạt 863.600 tấn, giữ vị trí thứ năm về sản lượng cao su thiên nhiên, sau Thái Lan, Indonesia, Malaysia và Ấn Độ.
Số liệu thống kê của ANRPC đến năm 2017, diện tích cây cao su ở Việt Nam đạt 969.700 ha với năng suất đạt 1.094.500 tấn.

## Đồng nghĩa
Chi Hevea còn được gọi là:
- Caoutchoua J.F.Gmel.
- Micrandra  Benn. & R.Br.
- Siphonanthus Schreb. cũ Baill.
- Siphonia D.Richard cũ Schreb.

## Thư viện hình ảnh

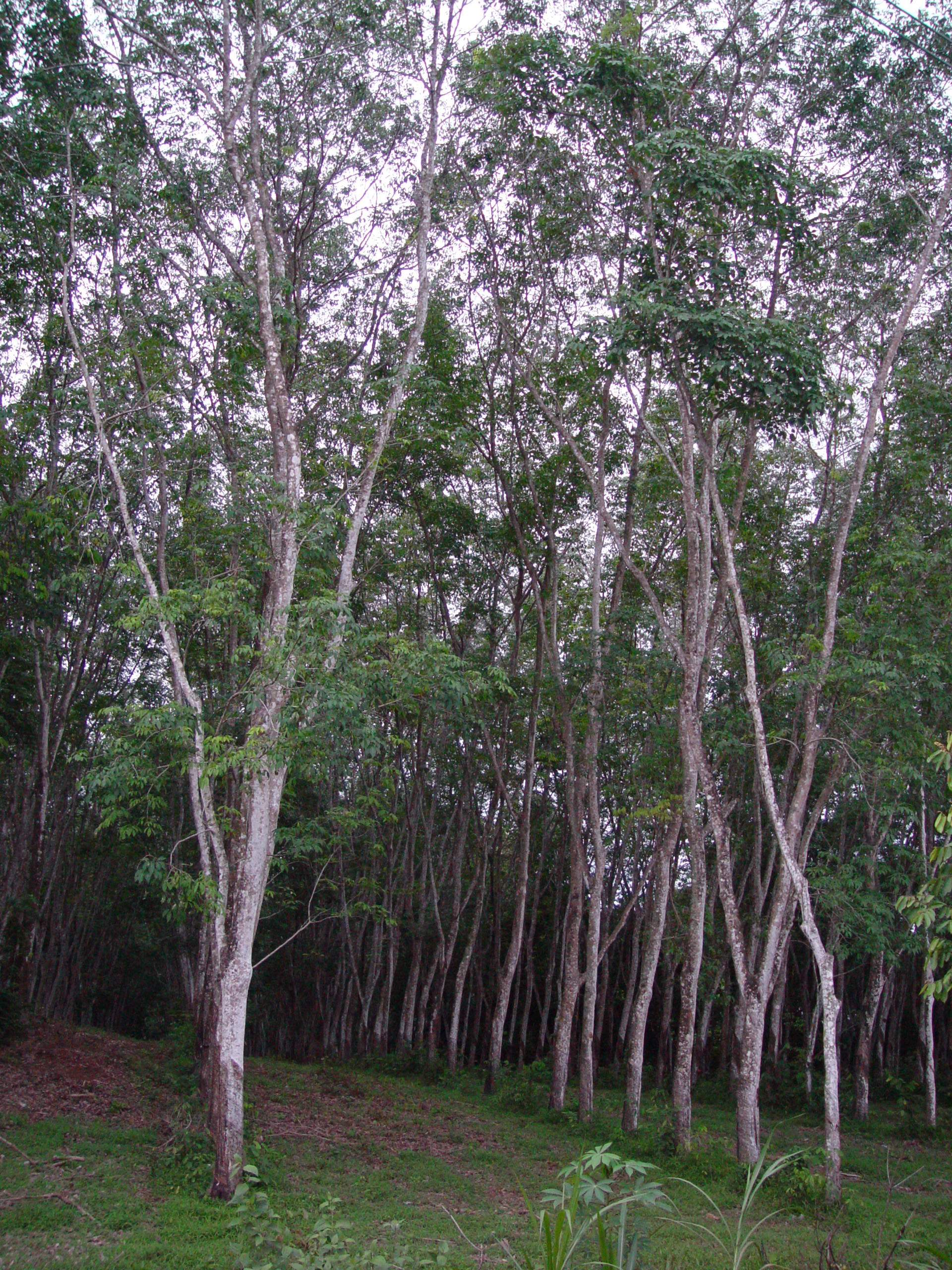
Đồn điền cao su tại Phuket, Thái Lan
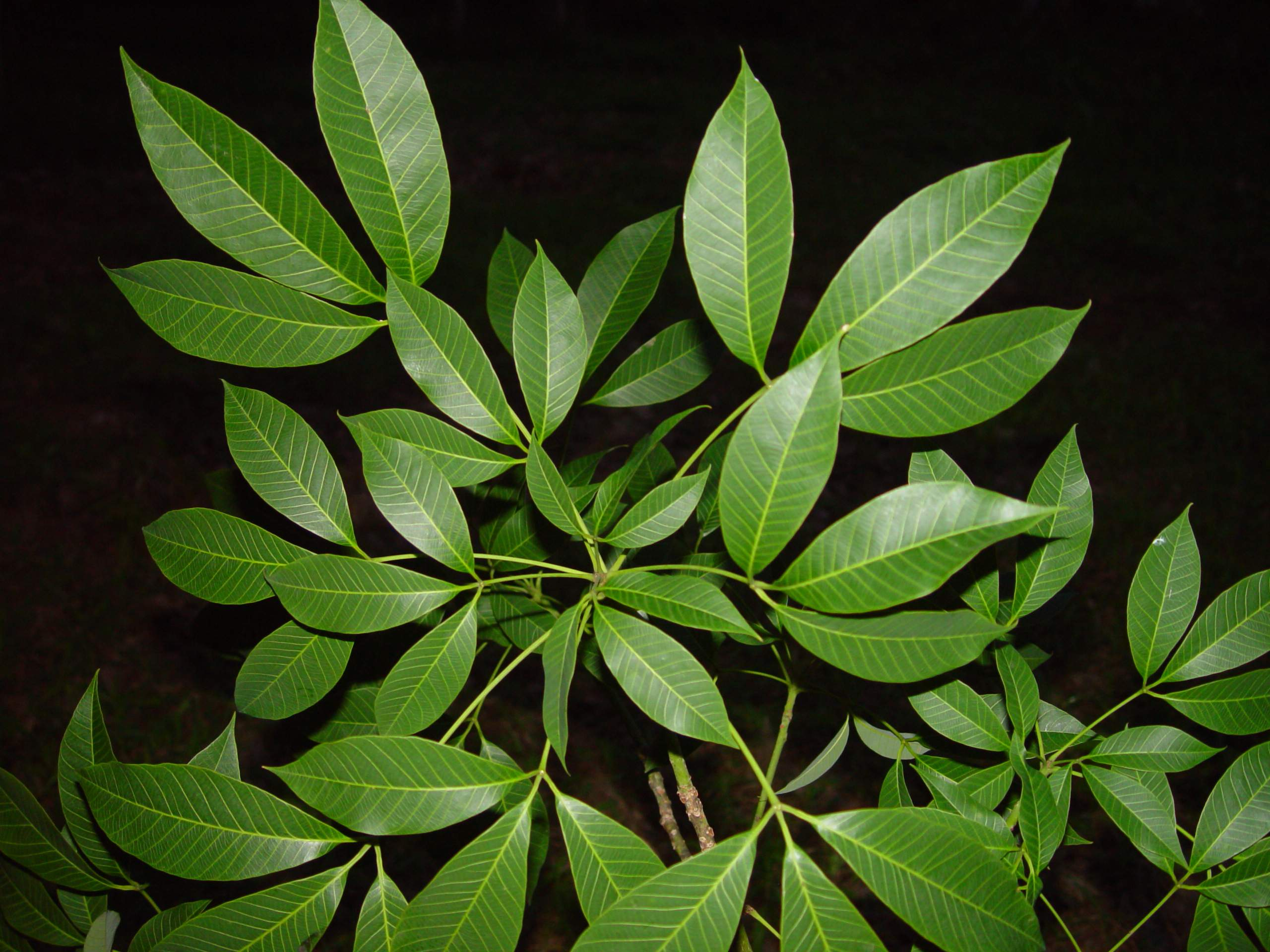
Lá cao su.
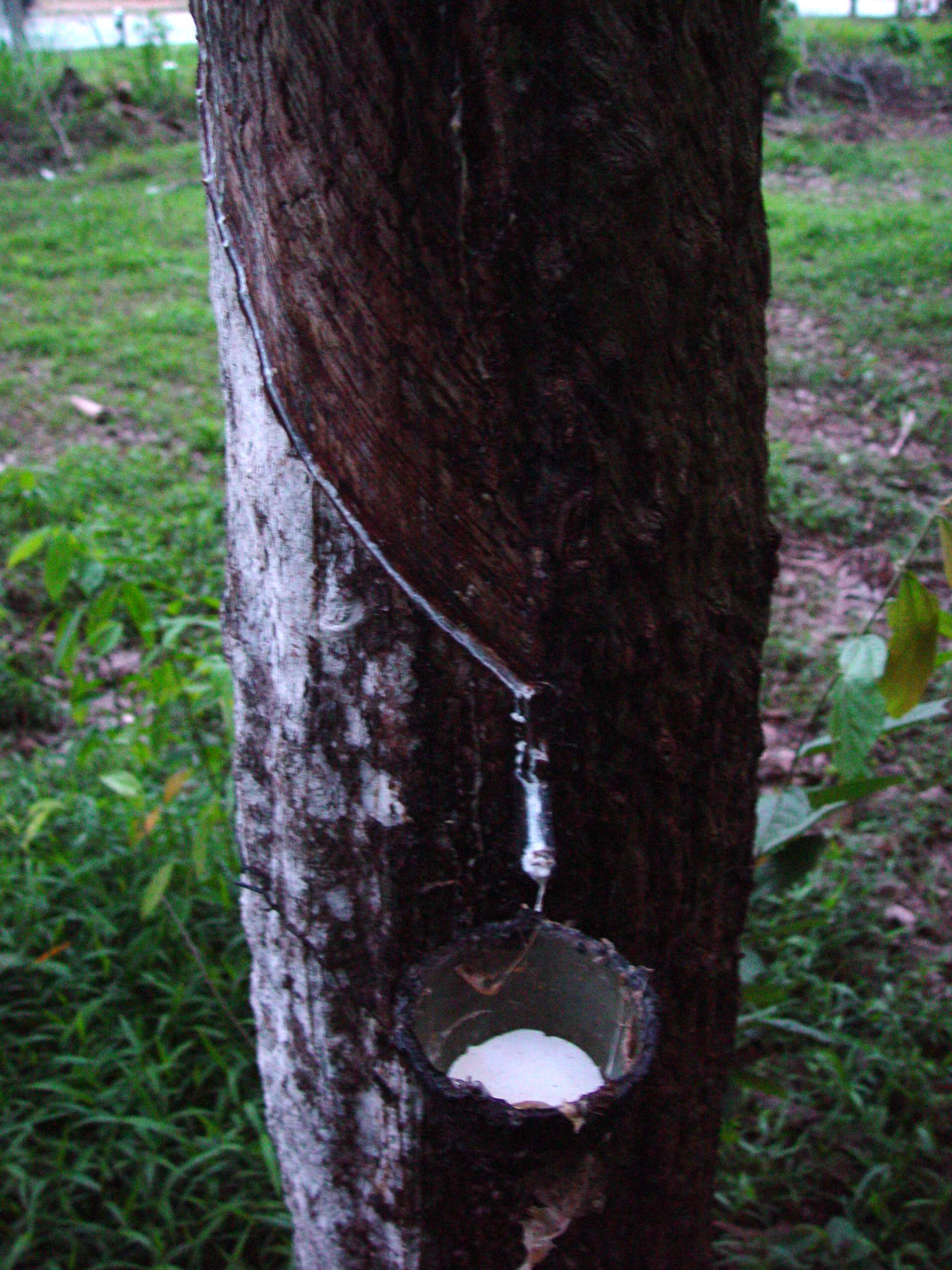
Nhựa mủ được thu hoạch từ thân cây bị rạch nghiêng.
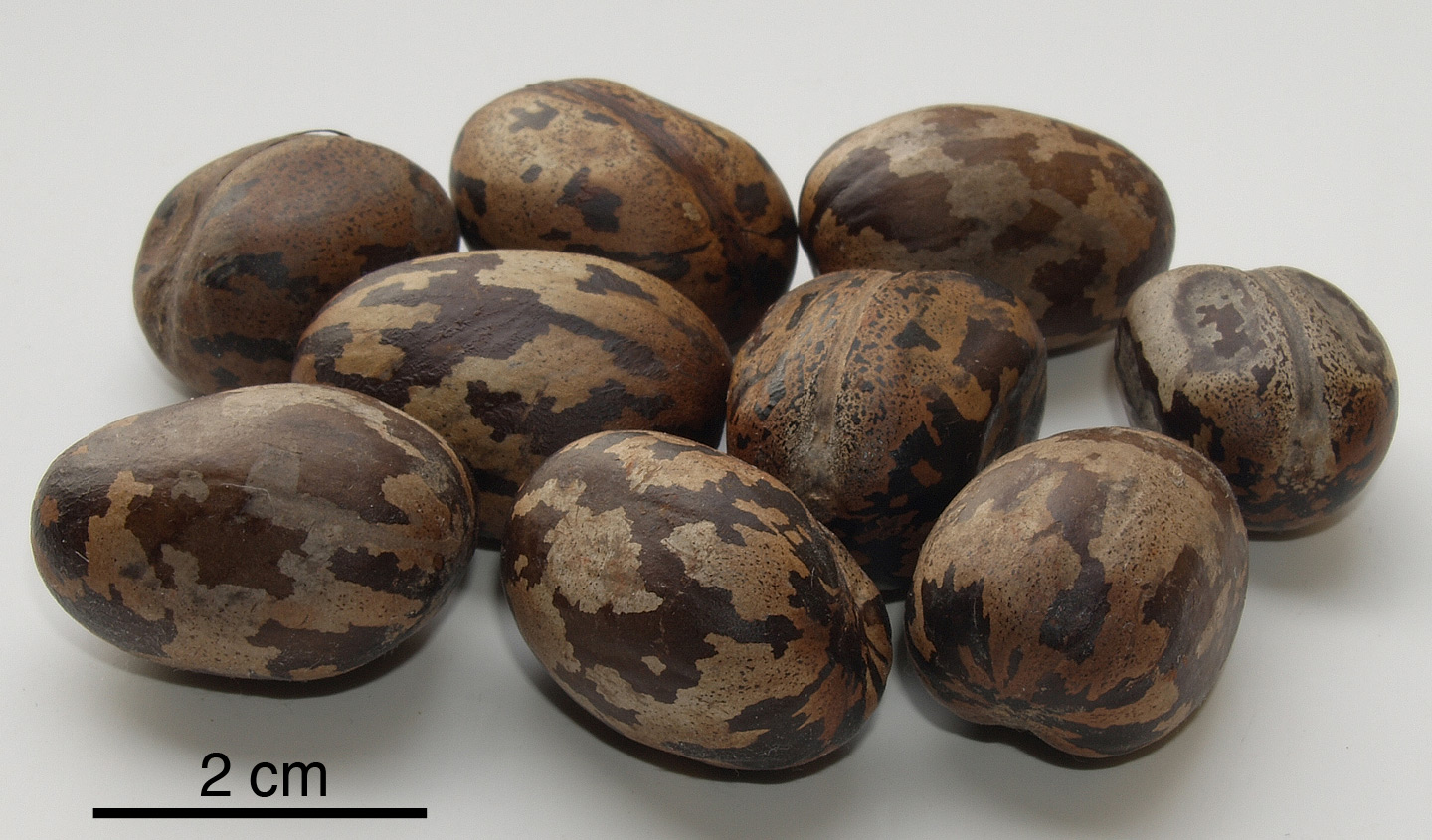
Hạt cao su.
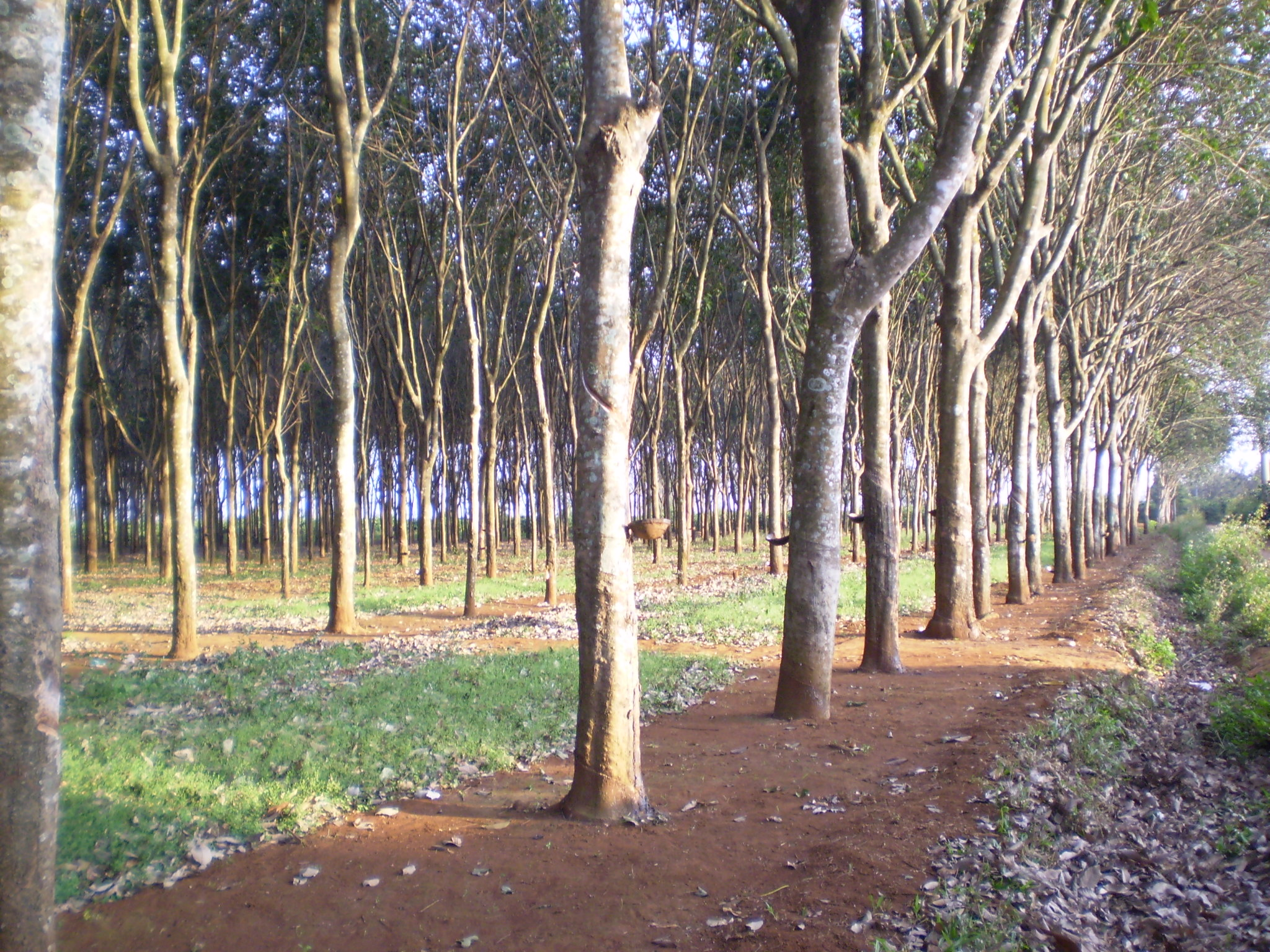
Cây cao su đã được 16 năm tuổi, ở Cư Kuin, Tây Nguyên.
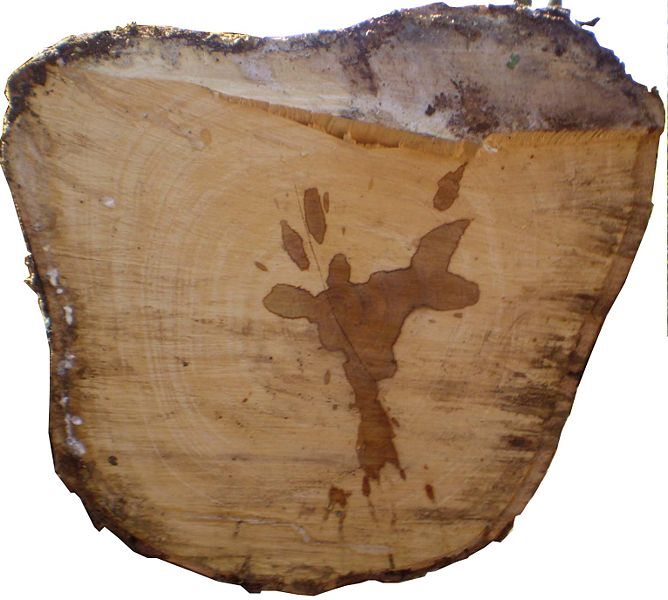
Mặt cắt của thân cây cao su.
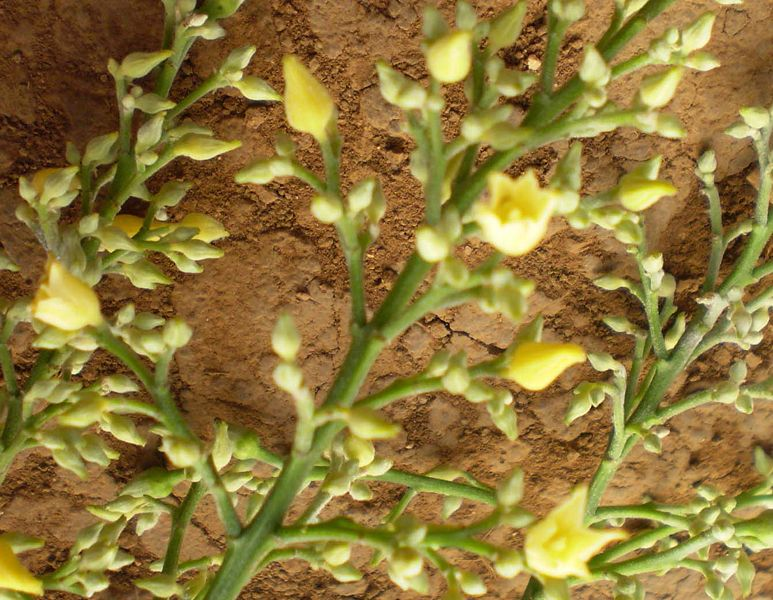
Hoa cây cao su.